# Teddy Cruz
Pour les articles homonymes, voir Cruz.
Teddy Cruz, né à Guatémala City en 1962, est un architecte américain d'origine guatémaltèque.

## Biographie
Teddy Cruz est né à Guatémala City en 1962. Il entame ses études d'architecture au Guatemala en 1982, à l'université Rafael-Landívar (en) et les achève en Californie en 1987, après avoir émigré, à l'université d'État polytechnique de Californie. Il crée son agence d'architecture en 1991, basée à San Diego, en Californie. Avant son diplôme, il passe une année à Florence, en Italie, écoutant les cours de Christiano Toraldo DiFrancia, fondateur du groupe Superstudio. Il obtient également en 1997 un Master en design de la Harvard Graduate School of Design.
Il est intervenu comme professeur et professeur invité dans de nombreuses universités et écoles d'architecture, dont le Berlage Institute (en) de Rotterdam, l'École spéciale d'architecture de Paris, le City College of New York, l'université d'État de Portland, université d'Anyang (en) en Corée du Sud, l'université d'Auckland, la Goldsmiths, University of London. Il est intervenu comme conseiller auprès d'institutions comme le Centre de Cultura Contemporània de Barcelona, le Tate Modern, le musée d'art moderne de Sydney, le palais des beaux-arts de Mexico, et est intervenu lors de la biennale d'art d'Istanbul en 2013.

## Pensée
Il étudie un territoire en particulier, celui de la frontière entre les États-Unis et le Mexique, entre Tijuana et San Diego. Il s'agit d'un lieu particulier, de commerces et de trafics, d'inégalités et de ségrégations. Teddy Cruz constate ainsi qu'en cette région se trouve la plus grande gated community du monde. Avec des bidonvilles se développant de part et d'autre d'une frontière sécurisée, il constate également qu'ironiquement, les bidonvilles du sud se construisent avec les déchets de San Diego, constituant ce qu'il appelle « une architecture de seconde main. »
Ces constats le poussent à agir. Conjointement avec une ONG locale, il réalise des projets au sein du quartier de San Ysidro, visant une meilleure qualité de vie pour les habitants de ses bidonvilles. Ce travail lui fait découvrir « la valeur cachée (culturelle, sociale, économique) des activités de ces communautés » et ses interventions à petite échelle, portées par une vision humaniste, prennent une portée politique. En prenant en main ces problématiques, il réalise de petites interventions plutôt que de grands projets, satisfait par là de ne pas contribuer à ce qu'il désigne comme des « politiques d'exclusion qui ont rendu possible l'urbanisme égoïste et énergivore des dernières années. » Il contourne ainsi la menace pesant selon lui sur les architectes, qui risque de ne devenir que des « décorateurs » de la ville constituée, ratant par là les enjeux pesant sur des pans entiers des habitants des villes.
Ses réflexions le mènent, à l'instar d'autres architectes, à considérer que la ville du XXIe siècle doit prendre en compte la « ville précaire », constituée de favelas, townships et autres bidonvilles, partant du constat que l'économie mondiale n'a pas les moyens de construire de la ville constituée pour un milliard d'individus qui vivent dans ces formes d'urbanisation, et encore moins pour les trois milliards qu'ils seront en projection 2050.

## Récompenses
Il a reçu de très nombreuses récompenses et distinctions, et en premier lieu il reçoit le prix de Rome en 1991. Comme quatre autres architectes, il a été récompensé en 2011 par le Global award for sustainable architecture pour son travail portant sur la transformation des favelas, townships et autres bidonvilles, passant de « ville informelle » à morceau de ville à part entière, qu'il s'agit de structurer en faisant participer leurs habitants,.

### Vidéographie
- [vidéo] (en) Comment les innovations architecturales migrent au-delà des frontières, de Conférence TED, juin 2013, 13 min 14 s [présentation en ligne]. Intervention lors de la conférence « TEDGlobal 2013 ». Sous-titres en dix-sept langues, dont le français.